# Caritas Việt Nam
Caritas Việt Nam là một tổ chức bác ái, từ thiện của Giáo hội Công giáo tại Việt Nam do Ủy ban Bác ái Xã hội (The Commission on Charity and Social Actions - COCASA), trực thuộc Hội đồng Giám mục Việt Nam điều hành, và là thành viên của Caritas Quốc tế. 

## Tên gọi
"Caritas" là tên gọi chung trong toàn hệ thống của tổ chức từ thiện gọi là Caritas Quốc tế, nó là từ ngữ tiếng Latinh có nghĩa là tình yêu thương hoặc lòng trắc ẩn. Giáo hội Công giáo tại Việt Nam dịch thành từ "bác ái", nghĩa là "tình yêu thương rộng khắp đến mọi người".

## Lịch sử
Caritas Việt Nam được Hội đồng Giám mục bảo trợ và Việt Nam Cộng hòa cấp giấy phép thành lập vào năm 1965 ở cấp trung ương. Trong thời gian từ 1965-1976, Caritas Việt Nam đã hoạt động tích cực trên khắp các giáo phận ở miền Nam với Văn phòng Trung ương đặt ở số 1 đường Trần Hoàng Quân, Quận 5, Sài Gòn (nay là số 1 đường Nguyễn Chí Thanh, Quận 5). Trong những năm Chiến tranh Việt Nam, Caritas Việt Nam đã tích cực giúp đỡ những nạn nhân nghèo khổ, tàn tật, mồ côi, góa bụa; nhiều chương trình về y tế giúp đỡ các người phong cùi, câm điếc; đào tạo nghề nghiệp, cấp học bổng cho học sinh nghèo; giúp đỡ các cô gái mại dâm hoàn lương; đặc biệt là chương trình giúp cho nạn nhân chiến tranh trở về nguyên quán. Mạng lưới Caritas hoạt động liên tục nhờ sự trợ giúp về nhân sự lẫn tài chính từ Toà Thánh và các nước như Pháp, Đức, Bỉ, Hoa Kỳ…
Năm 1966, tổ chức này tiếp tục được thành lập ở cấp các giáo phận, tên của mỗi giáo phận được đặt sau chữ "Caritas", ví dụ: Caritas Sài Gòn, Caritas Xuân Lộc, Caritas Huế... Mỗi Caritas giáo phận đều có văn phòng và hoạt động theo chương trình chung của Caritas Việt Nam đề ra.
Đến tháng 6 năm 1976, Caritas Việt Nam được lệnh nhà nước Cộng hòa Xã hội Chủ nghĩa Việt Nam phải giải thể. Tuy vậy, Hội đồng Giám mục Việt Nam vẫn không ngừng đề nghị nhà nước cho phép Caritas hoạt động trở lại và tái hoà nhập với Caritas Quốc tế. Điều này được thể hiện ngay từ năm 1999, khi ban biên soạn cuốn Niên giám Giáo hội Công giáo Việt Nam của Hội đồng có nhắc đến Caritas Việt Nam như một Hiệp hội Công giáo Tiến hành.
Năm 2001, Ủy ban Bác ái Xã hội trực thuộc Hội đồng Giám mục Việt Nam được thành lập, Hội đồng nhân dịp này đã nhắc lại lời đề nghị trên, và vào ngày 5 tháng 3 năm 2008, Ủy ban Bác ái Xã hội đã chính thức gửi đơn lên Ban Tôn giáo Chính phủ Việt Nam xin thành lập Caritas Việt Nam, với cơ cấu tổ chức từ giáo phận đến các giáo xứ cho phù hợp với các hoạt động bác ái xã hội trên toàn cầu. Ngày 2 tháng 7 năm 2008, Ban Tôn giáo Chính phủ đã gửi thư chính thức trả lời đồng ý cho phép tái lập Caritas Việt Nam. Caritas Việt Nam coi mình là thành viên của Caritas Quốc tế, dù vậy, Chính phủ Việt Nam vẫn chưa cấp phép để Caritas Quốc tế đặt chi nhánh tại Việt Nam. Ở Việt Nam hiện có 26 hiệp hội Caritas Giáo phận.

### Caritas Đà Lạt
Caritas Đà Lạt được thành lập trước năm 1975 do linh mục Nguyễn Nga làm giám đốc. Caritas Đà Lạt tạm ngưng hoạt động từ năm 1975 đến 2008. Sau đó hoạt động trở lại và được nhà nước cấp giấy phép hoạt động từ tháng 10 năm 2009 với quyết định số 7816/UBND-NC, ngày 20/10/2009. Caritas Đà Lạt hiện có mạng lưới xuống tận các Giáo Hạt, Giáo xứ. Giám đốc Caritas Đà Lạt hiện là linh mục Dương Công Hồ.

## Nguyên tắc hoạt động
- Caritas Việt Nam hoạt động theo những nguyên tắc đạo đức Kitô giáo và Giáo huấn Xã hội của Giáo hội Công giáo.
- Caritas Việt Nam hoạt động theo nhu cầu.
- Caritas Việt Nam tự nguyện đảm nhận các công tác xã hội.
- Caritas Việt Nam cứu trợ những người nghèo khổ, tật bệnh hay gặp hoàn cảnh khốn cùng, không phân biệt tôn giáo, quốc gia, chủng tộc, chính trị.
- Caritas Việt Nam là một tổ chức bác ái xã hội chuyên nghiệp. Việc quản trị phải chặt chẽ, trong sáng, minh bạch, công khai và có hiệu quả cao.
- Caritas Việt Nam là một tổ chức hợp nhất trong đa dạng. Mọi hoạt động của Caritas dựa trên sự cộng tác, tham gia và đóng góp tự nguyện của các thành viên. Theo nguyên tắc bổ trợ, Caritas Việt Nam vẫn tôn trọng sự dấn thân và tính độc lập của các giáo phận, giáo xứ, hiệp hội, đoàn thể và cá nhân. Caritas Việt Nam luôn sát cánh với các cơ quan từ thiện khác.

## Mục đích
Dưới sự chỉ đạo của Hội đồng Giám mục Việt Nam, Caritas Việt Nam thực hiện các hoạt động bác ái xã hội theo những mục đích sau:
1. Thăng tiến và phát triển con người toàn diện.
2. Sống Phúc Âm giữa lòng dân tộc.
3. Phát huy tình yêu thương bác ái, liên đới giữa mọi người trong xã hội.
4. Giúp đỡ khẩn cấp khi có thiên tai hay dịch bệnh.

## Đối tượng phục vụ
Đối tượng phục vụ của Caritas Việt Nam là người nghèo. Họ là những người thiếu thốn về vật chất và tinh thần, không đủ phương tiện để sống, bị gạt ra bên lề xã hội vì bất cứ lý do gì. Họ là những người bị bỏ rơi, trẻ em mồ côi, trẻ em đường phố, những người mù chữ, những người hành nghề không xứng với nhân phẩm của mình, phụ nữ bị bạo hành trong gia đình, những di dân nghèo khổ... Họ là những người bệnh tật: khuyết tật, bệnh nhân tâm thần, phong cùi, nghiện ma tuý, nghiện rượu, nhiễm HIV/AIDS, nhiễm chất độc màu da cam...